# Biserica romano-catolică Sfinții Petru și Paul din Bacău
Biserica romano-catolică „Sfinții Petru și Paul” este un lăcaș de cult modern cu o arhitectură impunătoare, ridicată în anul 2005 în centrul municipiului Bacău.
Având o înălțime totală de 70 de metri, ea se află în prezent printre cele mai înalte biserici din România, după catedrala ortodoxă din Timișoara, biserica romano-catolică din Cluj și mânăstirea de lemn Săpânța-Peri din Maramureș.